# Kungliga Myntet
Den här sidan handlar om den byggnad där Kungliga Myntverket och senare Kungliga Mynt- och Justeringsverket bedrev sin verksamhet. För själva verket som före 1833 och även senare i folkmun kallades Kungliga Myntet, se Kungliga Myntverket.
Kungliga Myntet (även Kongl. Myntet)  är ett kvarter och ett byggnadskomplex i stadsdelen Kungsholmen i Stockholm med adressen Hantverkargatan 5.
| Kungliga Myntet, 1866 och 2009, entrén mot Hantverkargatan. |  | Kungliga Myntet, 1866 och 2009, entrén mot Hantverkargatan. |
| Kungliga Myntet, 1866 och 2009, entrén mot Hantverkargatan. |  |                                                             |

Kungliga Myntets verksamhet på Kungsholmen började 1850, och blev Sveriges enda myntverk med rätt att prägla rikets mynt, medaljonger och jetonger. Innan myntfabriken byggdes låg här Kungsholmens mekaniska verkstad som hade grundats 1809 av engelsmannen Samuel Owen, även kallad ”den svenska verkstadsindustrins fader”. Anläggningen inrymde både ett gjuteri och en mekanisk verkstad. Owens verkstäder och varv såldes 1847 till Kronan som byggdes om enligt Johan Fredrik Åboms ritningar och efter tre år flyttade Kongliga Myntet in. På tomten vid Samuel Owens gata på Kungsholmen finns numera endast två byggnader från slutet av 1700-talet kvar.
Innan Kongl. Myntet kom till Kungsholmen hade de sin verksamhet vid Mynttorget i  Gamla stan (se Kanslihuset). Mynttillverkningen på Kungsholmen upphörde 1974, och flyttades då till Eskilstuna myntverk i Eskilstuna. Sedan dess har byggnaden haft flera olika hyresgäster, bland annat Statens konstråd och Regionmusiken. Sedan 2008 förvaltar Statens fastighetsverk (SFV) Kungliga Myntet.

## Bilder

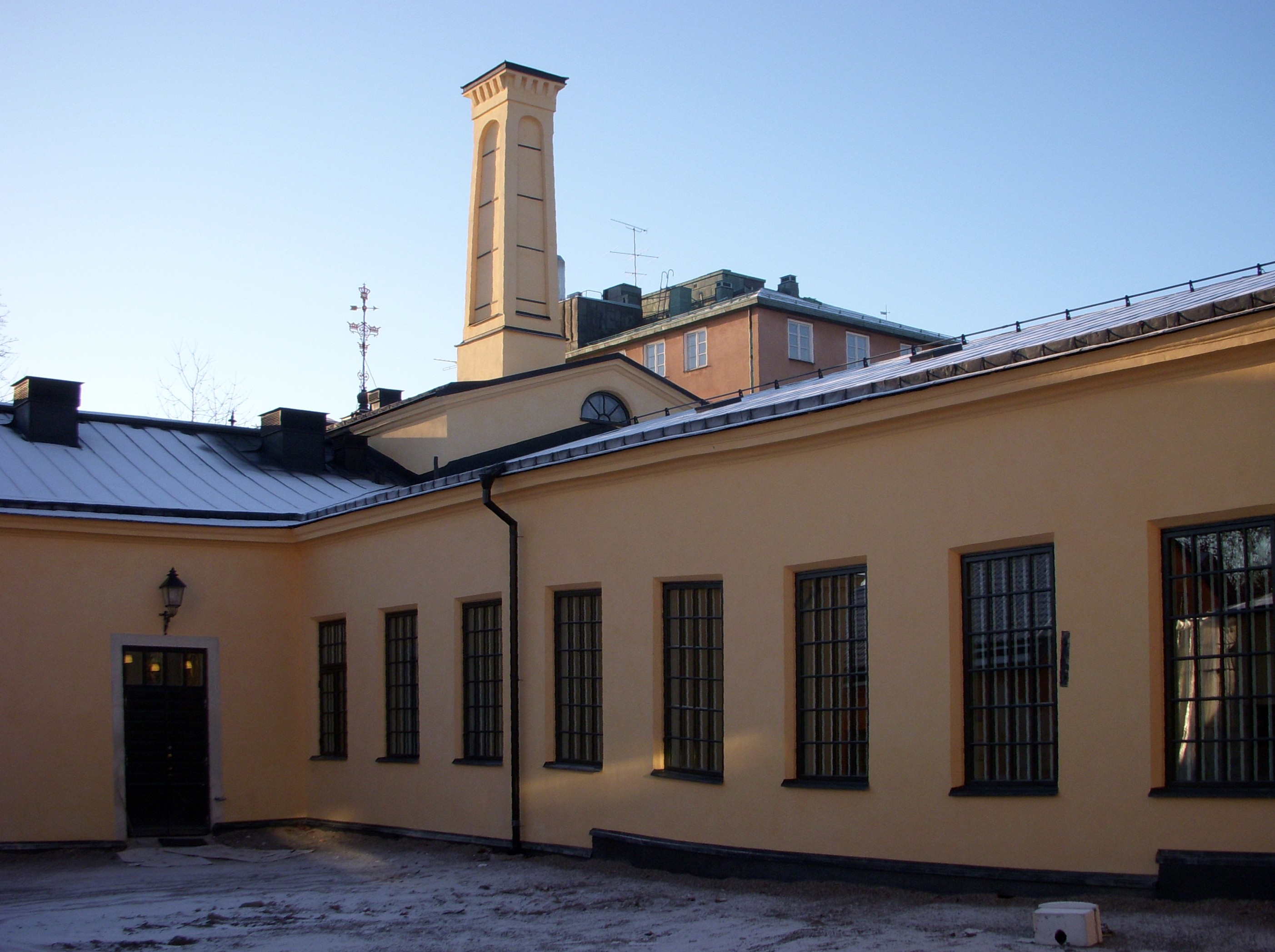
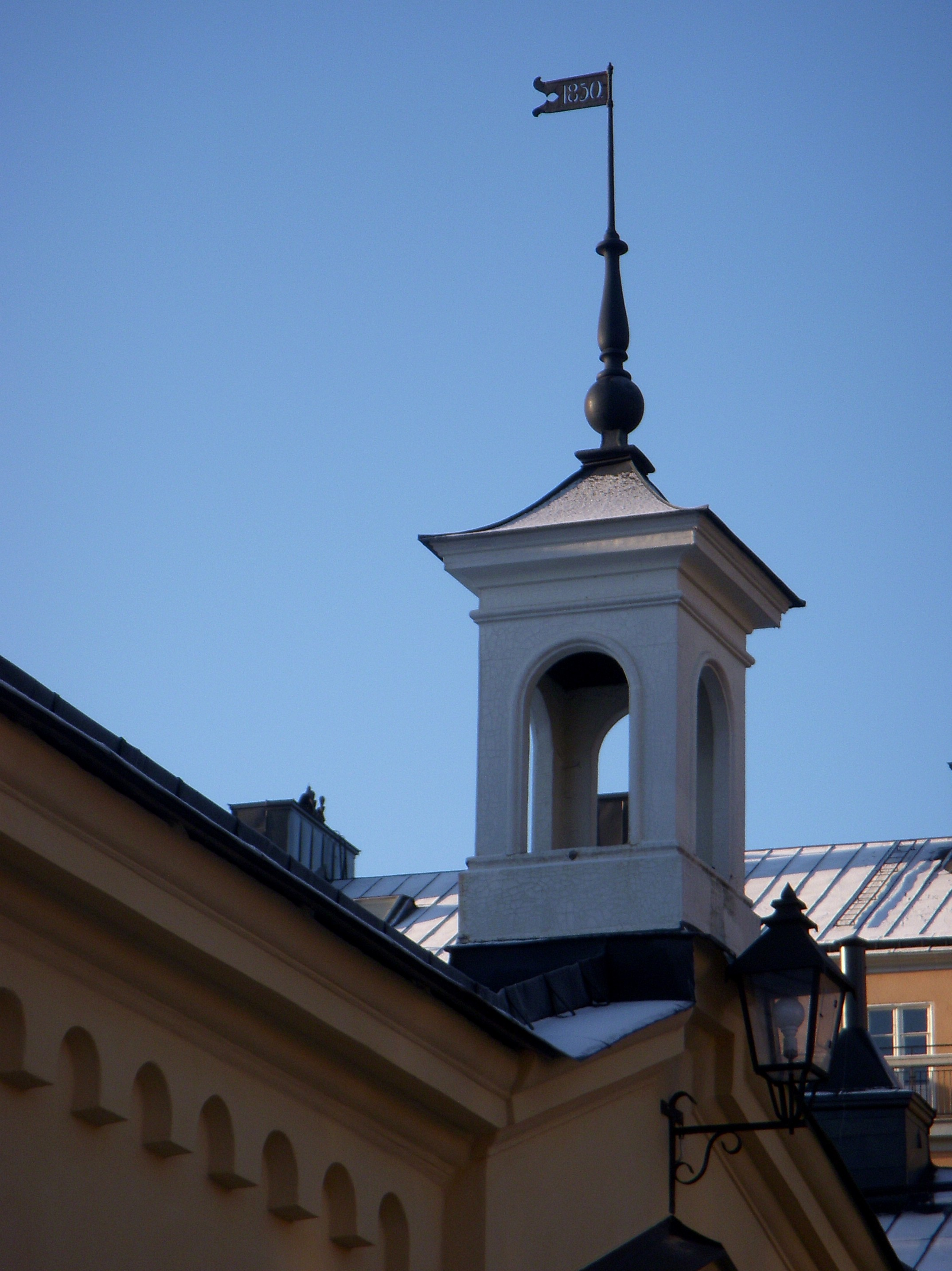
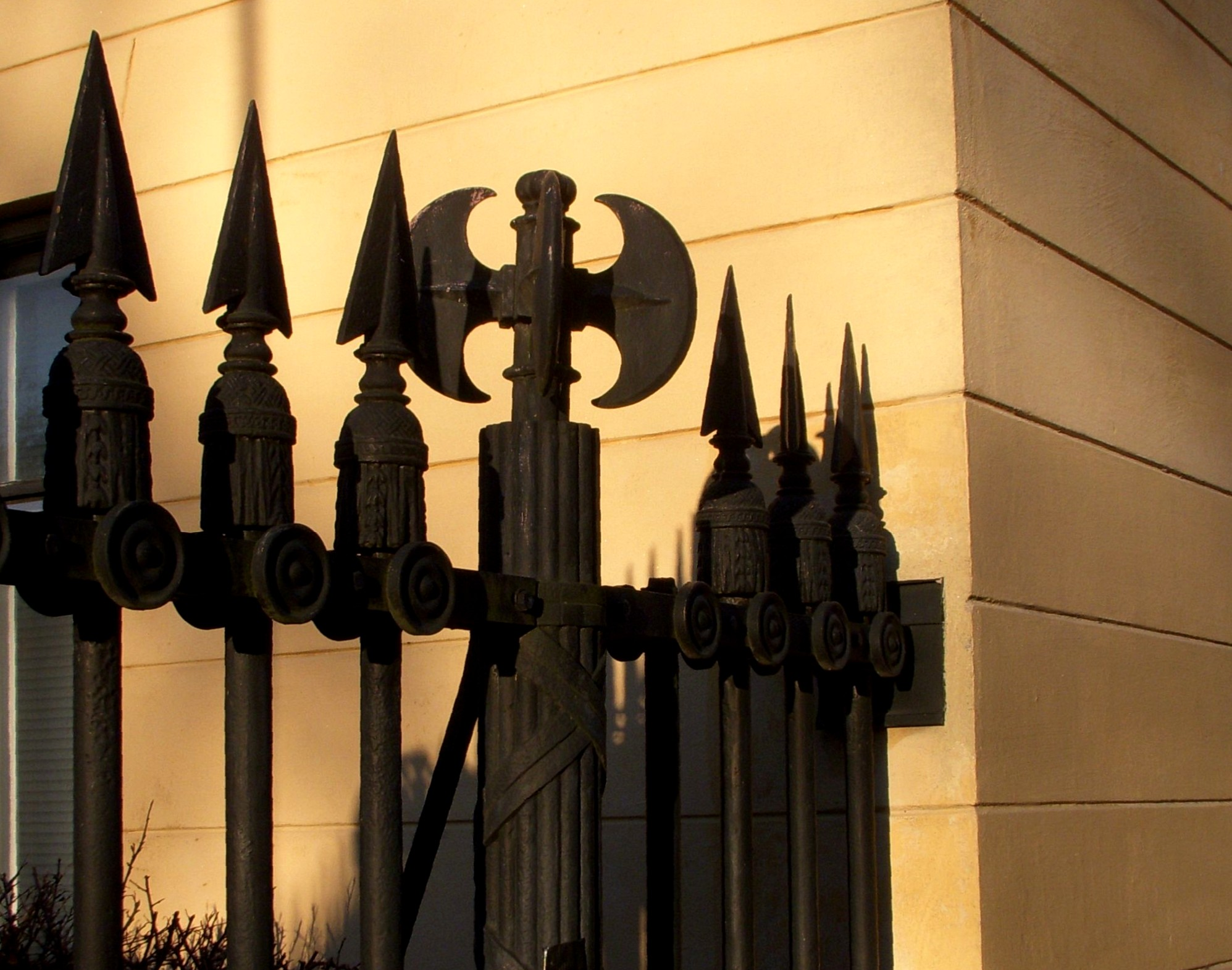
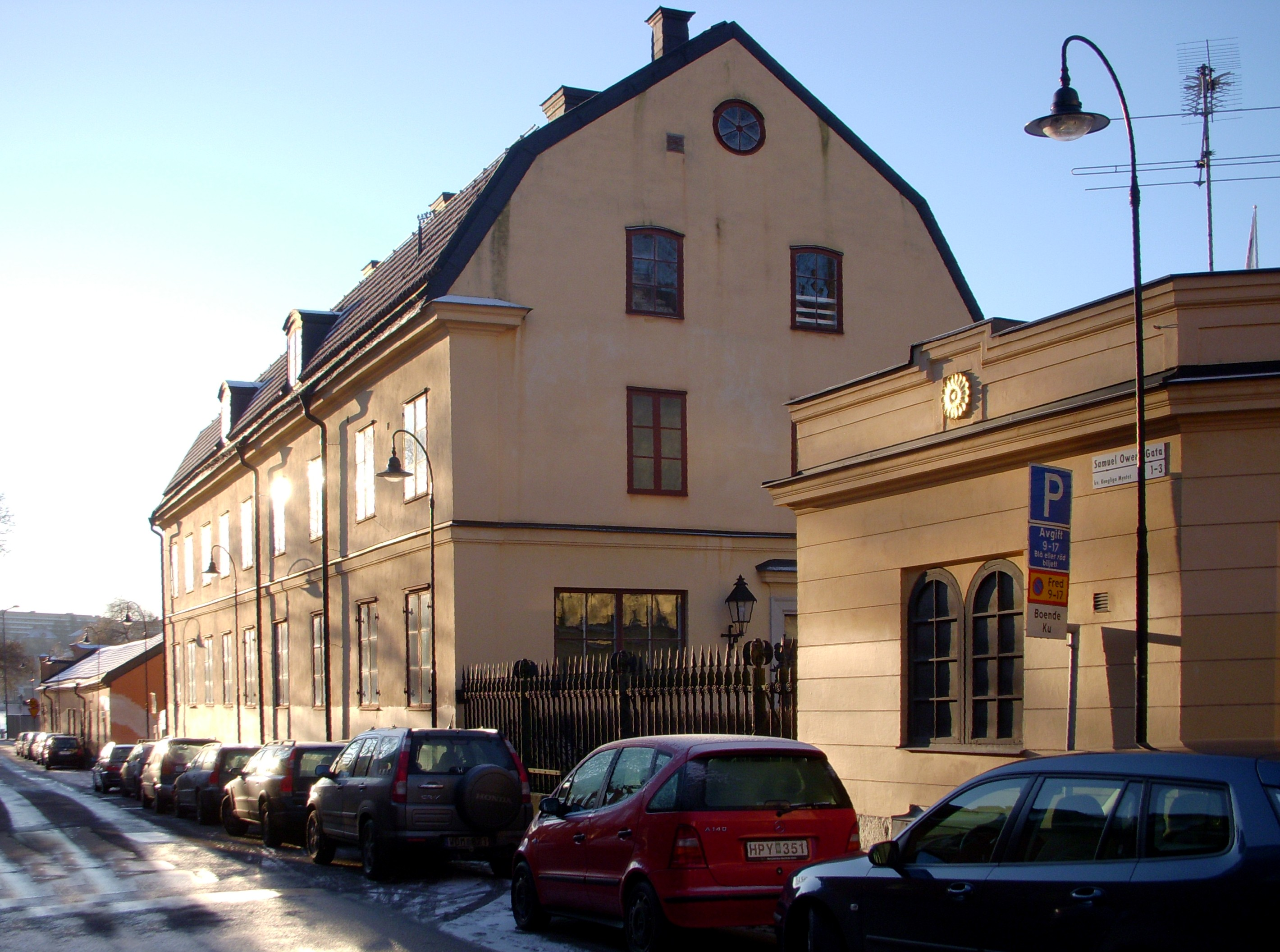
Samuel Owens gata